# Комков, Владимир Алексеевич
Владимир Алексеевич Комков (8 июня 1955, Подольск, Московская область — 1990-е годы) — советский футболист, нападающий.

## Биография
Начал играть на взрослом уровне в родном Подольске в клубе «Машиностроитель», выступавшем во второй лиге. В 1974 году перешёл в калининскую «Волгу», первый матч за клуб сыграл 18 апреля 1974 года против «Атлантаса».
В 1975 году выступал за московский ЦСКА, за основную команду не сыграл ни одного матча, а за дубль забил два гола. В 1976 году играл за другую армейскую команду — смоленскую «Искру», стал её лучшим бомбардиром с 16 голами.
В 1977 году вернулся в «Волгу» и играл за неё до конца карьеры. В сезоне 1978 года забил 26 голов и установил клубный рекорд результативности за сезон. Также был лучшим бомбардиром клуба в 1979 году (14 голов) и 1983 году (11 голов). Всего за карьеру сыграл в составе «Волги» 332 матча и забил 96 голов в первенствах страны. По состоянию на 2017 год занимает пятое место в истории клуба по числу матчей, а по числу голов уступает только Александру Трусову (104).
Погиб в 1990-е годы.
Семья
Брат Анатолий (род. 1952) тоже был футболистом, рекордсмен пермской «Звезды» по числу сыгранных матчей.